# Schijf (wiskunde)

Schijf

Een schijf is in de meetkunde een verzameling van alle punten binnen een cirkel (open schijf) of met de cirkel meegerekend (gesloten schijf). Een schijf is een gebied in een vlak dat door een cirkel wordt begrensd.
Van een schijf zegt men dat deze gesloten of open is naargelang de cirkel al of niet deel uitmaakt van de schijf.
In cartesiaanse coördinaten wordt een open schijf {\displaystyle D} met centrum (middelpunt) {\displaystyle (a,b)} en straal (radius) {\displaystyle R} beschreven door:
{\displaystyle D=\{(x,y)\in \mathbb {R} ^{2}\mid (x-a)^{2}+(y-b)^{2}<R^{2}\}}
Een gesloten schijf met hetzelfde centrum en dezelfde straal wordt gegeven door:
{\displaystyle D=\{(x,y)\in \mathbb {R} ^{2}\mid (x-a)^{2}+(y-b)^{2}\leq R^{2}\}}
Open schijven spelen een rol in de definitie van de natuurlijke topologie van het vlak. Een deelverzameling van {\displaystyle \mathbb {R} ^{2}} heet open als deze geschreven kan worden als een vereniging van open schijven, of gelijkwaardig, als rond ieder punt van die deelverzameling een open schijfje bestaat dat volledig binnen de deelverzameling valt.
Bovenstaande definitie kan gegeneraliseerd worden tot een willekeurige metrische ruimte met afstandsfunctie (metriek) {\displaystyle d}, maar in die context spreekt men gewoonlijk over een bol. De gesloten schijf resp. gesloten bol verkrijgt men door de strikte ongelijkheid {\displaystyle <} te vervangen door een inclusieve ongelijkheid {\displaystyle \leq }.
De oppervlakte van een gesloten of open schijf met straal {\displaystyle R} is {\displaystyle \pi R^{2}} (zie {\displaystyle \pi }). In de bol wordt de schijf gegeneraliseerd naar metrische ruimten. Soms gebruikt men het woord "schijf" waar men een "bol" bedoelt.
In de theoretische natuurkunde is een schijf een star lichaam dat in staat is deel te nemen in botsingen in een tweedimensionaal gas. Meestal wordt de schijf als star beschouwd, opdat de botsingen als elastisch kunnen worden behandeld.